# Sphenodesmus caffrarius
Sphenodesmus caffrarius är en mångfotingart som först beskrevs av Carl Oscar von Porat 1872.  Sphenodesmus caffrarius ingår i släktet Sphenodesmus och familjen Gomphodesmidae. Inga underarter finns listade i Catalogue of Life.